# 人民路街道 (濮阳市)
人民路街道，是中华人民共和国河南省濮阳市华龙区下辖的一个乡镇级行政单位。

## 行政区划
人民路街道下辖以下地区：
兴化社区、振兴社区、永乐社区、易兴社区、光明社区、重华社区、波头集社区、金融社区和金堤社区。